# Pluvier des Andes
Phegornis mitchellii, Phegornis
Genre
Espèce
Statut de conservation UICN

 NT  : Quasi menacé
Le Pluvier des Andes (Phegornis mitchellii) est une espèce de petits limicoles du genre Phegornis appartenant à la famille des Charadriidae.